# La Neuveville-sous-Montfort
La Neuveville-sous-Montfort település Franciaországban, Vosges megyében. Lakosainak száma 182 fő (2022. január 1.). La Neuveville-sous-Montfort Domjulien, Haréville, Remoncourt és They-sous-Montfort községekkel határos.

## Népesség
A település népességének változása:
| Lakosok száma | 174  | 176  | 185  | 180  | 180  | 183  | 189  | 185  | 182  |
|               | 2013 | 2015 | 2016 | 2017 | 2018 | 2019 | 2020 | 2021 | 2022 |